# Lakkenahalli, Sidlaghatta
Lakkenahalli là một làng thuộc tehsil Sidlaghatta, huyện Chikkaballapur, bang Karnataka, Ấn Độ.